# گمینا گرودوسک
گمینا گرودوسک (به لهستانی:  Gmina Grudusk) یک گمینا در لهستان است که در شهرستان چیخانوف واقع شده‌است. گمینا گرودوسک ۹۶٫۶۹ کیلومتر مربع مساحت و ۳٬۸۲۳ نفر جمعیت دارد.